# Герб Ренійського району
Герб Ренійського району — офіційний символ Ренійського району, затверджений 20 травня 2004 р. рішенням сесії районної ради.

## Опис
Чотиричасний щит поділений срібним нитяним хрестом. На першому лазуровому полі срібний якір; на другому червоному золоті виноградне гроно і лист над ним; на третьому червоному золотий кукурудзяний качан поміж хлібних колосків; на четвертому лазуровому три срібні риби (щука, оселедець, короп) одна над одною, що пливуть у протилежні боки. Щит має вузьку золоту облямівку й обрамлений вінком із золотих кукурудзяних качанів, колосків і виноградних грон з листям, обвитим лазурною стрічкою. У центрі верхньої частини вінка золота розетка.